# Cerveno
Cerveno (im camunischen Dialekt Hervé) ist eine Gemeinde in der Provinz Brescia in der Lombardei mit 693 Einwohnern (Stand 31. Dezember 2023).
Der Ort liegt etwa in der Mitte des Valcamonica. Die Nachbargemeinden sind Braone, Ceto, Losine, Lozio, Malegno, Ono San Pietro, Paisco Loveno und Schilpario (BG).